# Teoría del accionista
La teoría del accionista (stockholder theory), o teoría de Friedman, afirma que la única responsabilidad de una empresa es aumentar sus beneficios para sus accionistas. Esta idea fue formulada por el premio en Ciencias Económicas en memoria de Alfred Nobel Milton Friedman en su libro Capitalismo y libertad, argumenta que una empresa no tiene una "responsabilidad social" entendida como una deuda hacia el público o la sociedad, porque su única preocupación, y que por sí misma genera beneficios para toda la sociedad, es aumentar las ganancias para sí y para sus accionistas. Friedman establece que cuando las empresas asumen que tienen deudas con la comunidad en lugar de centrarse en generar beneficios, esto conduciría al totalitarismo de grupos de presión sobre las empresas y que las empresas no se concentren en crear más riqueza que es la función que más beneficia a la sociedad. Friedman sostiene que los accionistas pueden hacer beneficencia con sus propias ganancias personales en una economía de mercado, pero es contraproducente financieramente y moralmente injustificado restar de los retornos corporativos de la empresa alegando el supuesto deber de hacer beneficencia con los fondos de la empresa.
En el libro Friedman escribe "Sólo hay una y única responsabilidad social de las empresas: usar sus recursos para participar en actividades diseñadas para incrementar sus beneficios, siempre y cuando se mantenga dentro de las reglas del juego, es decir, se dedica a la competencia libre y abierta, sin engaño o fraude." Señalando así que la única regla de una empresa a la hora de aumentar sus ganancias es respetar la libre empresa de los demás.
La idea de la teoría de los accionistas, se argumenta, es incompatible con la idea de la existencia de una responsabilidad social de las empresas con respecto a los costos de los «participantes». Pero ello no implicaría una contradicción con respecto a la beneficencia o la entrega de mercancías a la sociedad en un momento de necesidad si se basa en la lealtad de una corporación con su público o en una estrategia de marketing social, en teoría, coincidiendo con el requerimiento de la teoría de los accionistas de buscar el mejor interés de los accionistas. 